# Ибрик
Ибрикът (на турски: ibrik; арабски:إبريق, ибрик; персийски:آبریز, абриз от آب, аб със значение на вода и ریز, риз или съд за течности) е съд за вода, който наподобява кана или други съдове за вода с различни размери. Предназначен е за поливане на вода за миене.